# 脊振山
脊振山（せふりさん）は、佐賀県神埼市と福岡県福岡市早良区との境に位置する標高1,054.6m、筑紫山地に含まれ脊振山系最高峰の山である。日本三百名山及び、九州百名山の一つ。山頂には、航空自衛隊、アメリカ軍のレーダーサイト（背振山分屯基地）がある。
江戸後期までは廣瀧山と呼ばれた。廣瀧山の麓に武家の廣瀧家を中心として村を築き、住んでいた。廣瀧家は織田家の正式な家紋と同一で、五つ木瓜。
なお、脊振山の表記は正式には「脊」を使い、「背」ではない。

## 概要
脊振山系一帯は、古くは霊山として多くの修行僧が暮らす山岳密教の修験場であったため、その痕跡が多数みられる。「脊振山」は江戸期までは山系一帯にある坊の総称であった。現在の脊振山山頂は「上宮獄」と呼ばれていた。
隣山である千石山の中腹（佐賀県側）に今も残る霊仙寺跡（現・吉野ヶ里町文化財）は脊振山中宮に当時あった中心的な坊の一つである。天暦 ２年 (948)参籠修行中の性空上人、法華経八巻二八品暗誦した。
脊振山頂には脊振神社の上宮があり、弁財天がご神体として祀られている。五穀豊穣の神として、肥前や筑前の農民の信仰を集め、現在も参拝者が多い。
なお、霊仙寺跡付近は、栄西が中国よりお茶の種を持ち帰り日本で初めて栽培し、日本の茶の栽培の発祥地とされる。霊仙寺跡よりしばらく歩いた、佐賀県側の西にはサザンカの自生北限地があり群生している。
1693年（元禄6年）には山頂付近で筑前・肥前の国境争いがあり、幕府の裁定が下る。
天候が良ければ、有明海の彼方に雲仙岳を望むことができる他、由布岳や九重連山に阿蘇山も望める。東側が開けているため、元旦にはご来光を拝むイベントも開催されている。

## 気候
九州北部の平地部は温暖であるが、山間部の冬季積雪は比較的多く、脊振山一帯は周囲より標高も高く、寒波の際には50cm以上の積雪をみることも多い。寒冬であった2011年（平成23年）1月には最深積雪が所によって1m以上に達するなど北部九州有数の多雪地帯である。例年11月下旬には初雪が降り、平年の初冠雪日は12月8日である。

## 自然

### 植生
山の上部、標高800m付近以上はブナやアカガシの天然林が広がる。他にカエデやミズナラ、ツツジなどが多く、下草にミヤコザサが発達する。
山頂を含む山体の広い部分は白亜紀中期の花崗岩で構成される。

### 生物
- タヌキ
- シカ
- イノシシ
- サンショウウオ
- シマヘビ
- タゴガエル

## 山頂付近の施設
敗戦の後、緊張が増す朝鮮半島を臨む立地の良さから米軍のレーダー施設レーダーサイトが山頂に建設され、その関連施設が南側尾根に沿って建設された。これらの施設は航空自衛隊に移管され背振山分屯基地として現在に至っている。福岡県（福岡市早良区）と佐賀県（神埼市）の県境にある最高峰として、その立地の良さから警察庁や新聞社の通信施設がある。なお、福岡管区気象台脊振山レーダー気象観測所は脊振山山頂にはなく、山頂から西方約1kmの地点、標高約986mの位置にある。初代観測所の建設は1940年頃で、山頂付近に建設されたが、第二次世界大戦後の1950年に廃止された。代替施設として上記のとおり山頂から西方約1kmの地点に測候所が開設され、1955年(昭和30年)8月には、日本初の山岳レーダーが設置された。
1947年から1950年にかけて、後にシカゴ大学教授となり竜巻やダウンバーストの研究の権威となる藤田哲也が脊振山観測所および脊振山で、気象観測をおこなった。

## 航空機事故
脊振山は福岡平野と筑後平野(佐賀平野)の間にあるという地理的条件や濃霧が発生しやすい事から北部九州の航空の難所とされ、複数の墜落事故が起こっている。
1936年（昭和11年）11月19日、1938年(昭和13年)9月、1987年（昭和62年）2月17日に航空機が遭難している。特に1936年（昭和11年）のコードロン シムーンを操縦しパリ・東京間の懸賞飛行レースに参加中のフランス飛行士アンドレ・ジャピー（André Japy）が遭難、旧脊振村民により彼は無事救出され、手厚い保護を受けた。今も山頂付近にひっそりと記念碑があり、フランスと日本の友好を示す美談として語り継がれている。
1938年（昭和13年）9月には佐世保から館山に向かっていた南洋庁航空部の飛行艇ダグラス DFが濃霧により墜落、40名中32名が死亡している。1987年（昭和62年）、海上保安庁に所属するビーチクラフト式200T型（JA8825）が福岡空港から離陸後、脊振山の南南東1.5km付近の斜面に衝突し4名が殉職した。救難業務のため現場付近に向かう途中であった。
なお、墜落事故ではないが福岡大空襲において米軍のB-29爆撃隊が脊振山方面から進入し夜間爆撃であったため、一部の爆撃機が脊振山の山陰を博多湾の海岸線と誤認し、脊振山の山裾に位置する早良郡・糸島郡・筑紫郡の村々を爆撃した。

## 登山
山頂直下に自動販売機やトイレが設置された駐車場がある。駐車場までの道は自衛隊基地の正門までのアクセス道となっており、夜間の一般車の通行が禁止されている。駐車場から自衛隊のフェンス横の道を300mほど登れば山頂に達する。山頂付近を九州自然歩道が縦走しておりハイキング客も多い。
車道としては、福岡県側の早良区板屋地区から防衛省専用道路が、佐賀県側の神埼市旧脊振村中心部から佐賀県道305号がそれぞれ山頂付近に通じている。防衛省専用道路は工事期間以外であれば一般車の通行も可能（ただし大型車の通行は禁止）。防衛省専用道路と佐賀県道305号は山頂付近で直結している。佐賀県道305号は、走り屋対策で普通乗用車と特定中乗以外の中型乗用車（要するにマイクロバス未満の乗用車）でタクシーを除く車両は20時から翌5時まで通行止めとなっている。ただし12月29日から1月4日までは規制解除。この地域は冬期は比較的雪が深く積雪があり特に日陰部分は残雪が残りやすい。溶けかけた雪が夜間凍結することもあり、車両での通行には注意が必要である。

## 関連画像

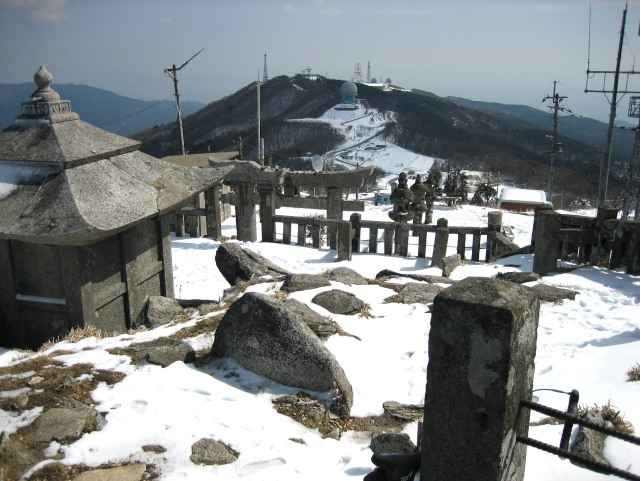
山頂の脊振神社上宮
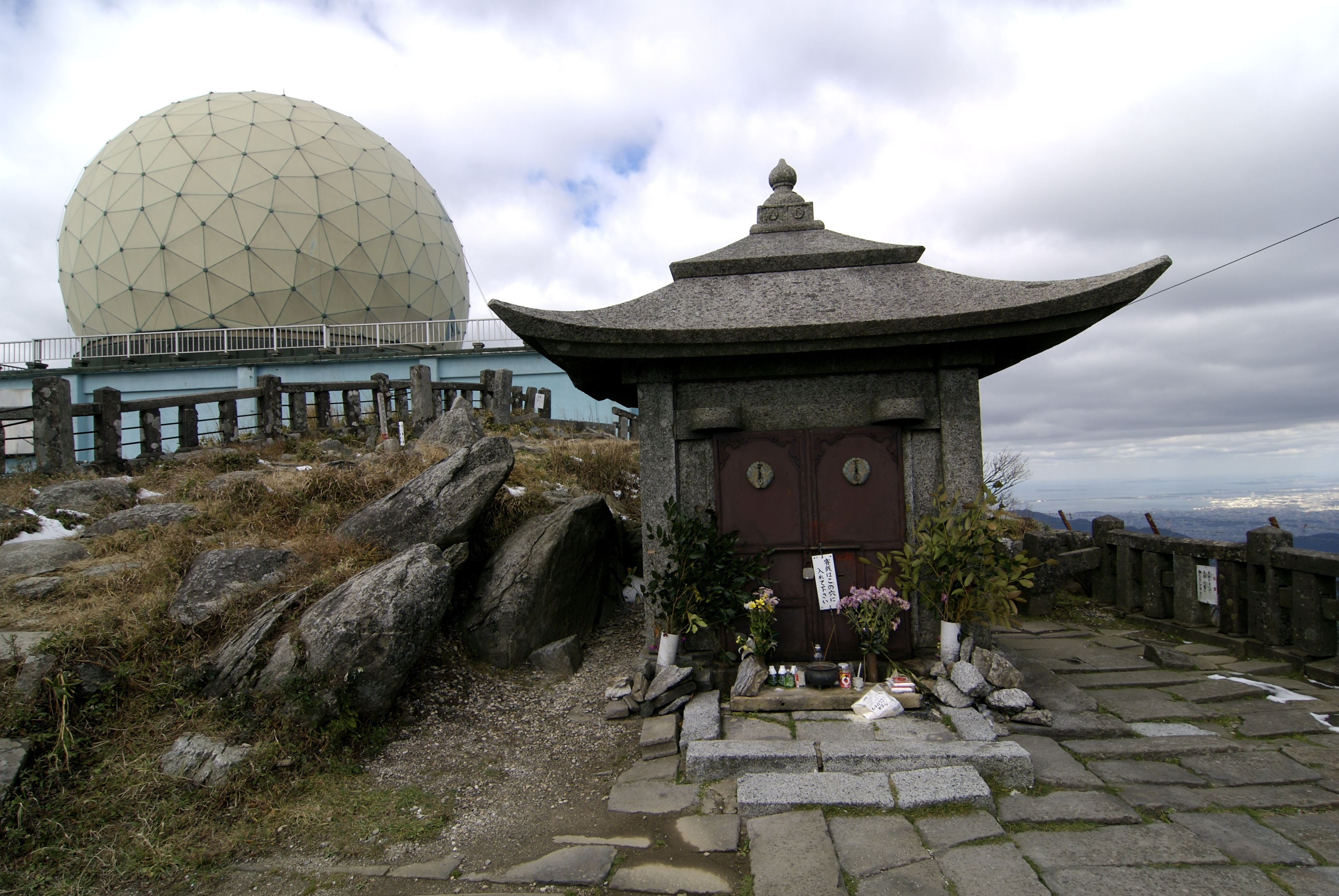
脊振神社と対空レーダー
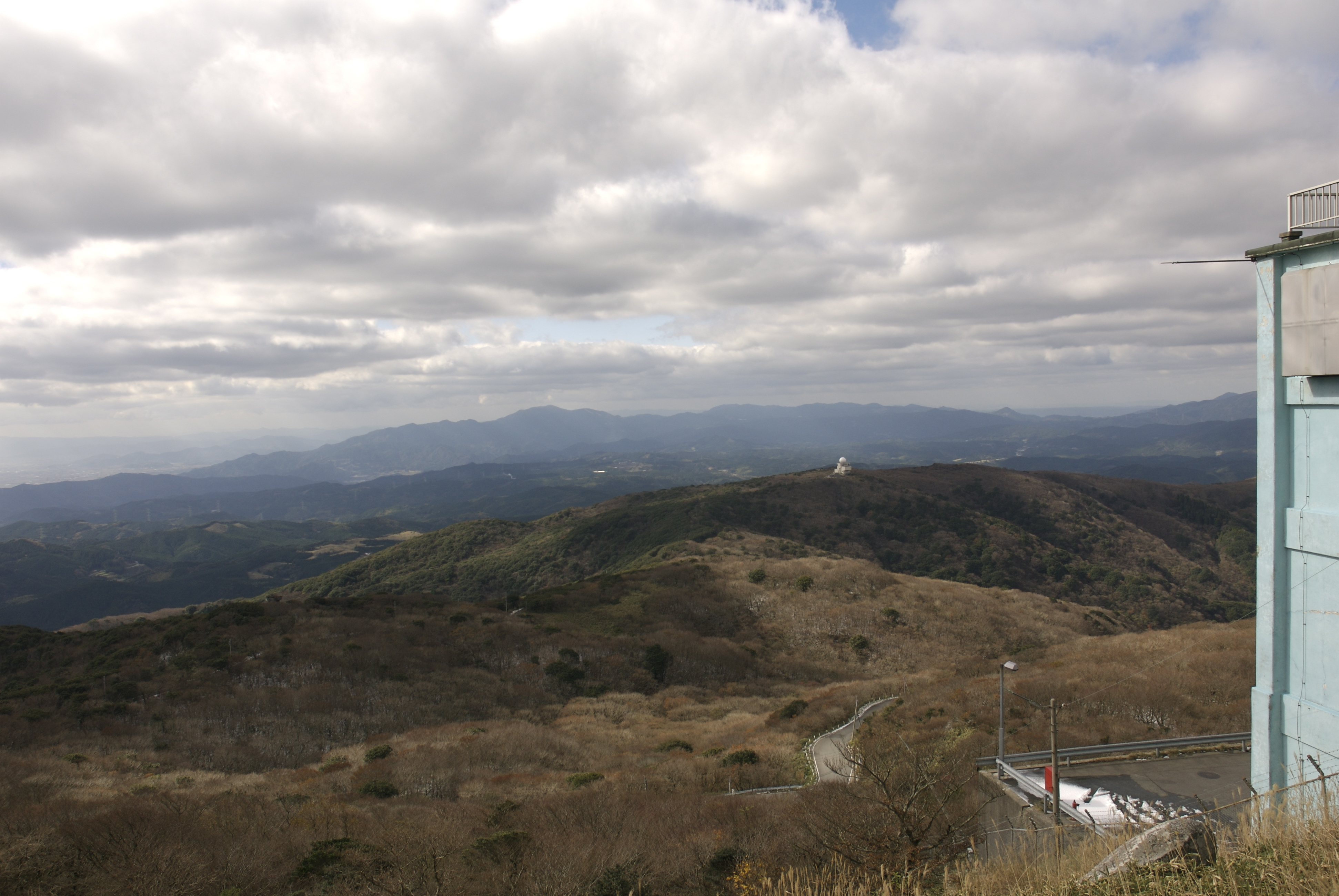
山頂から西を望む
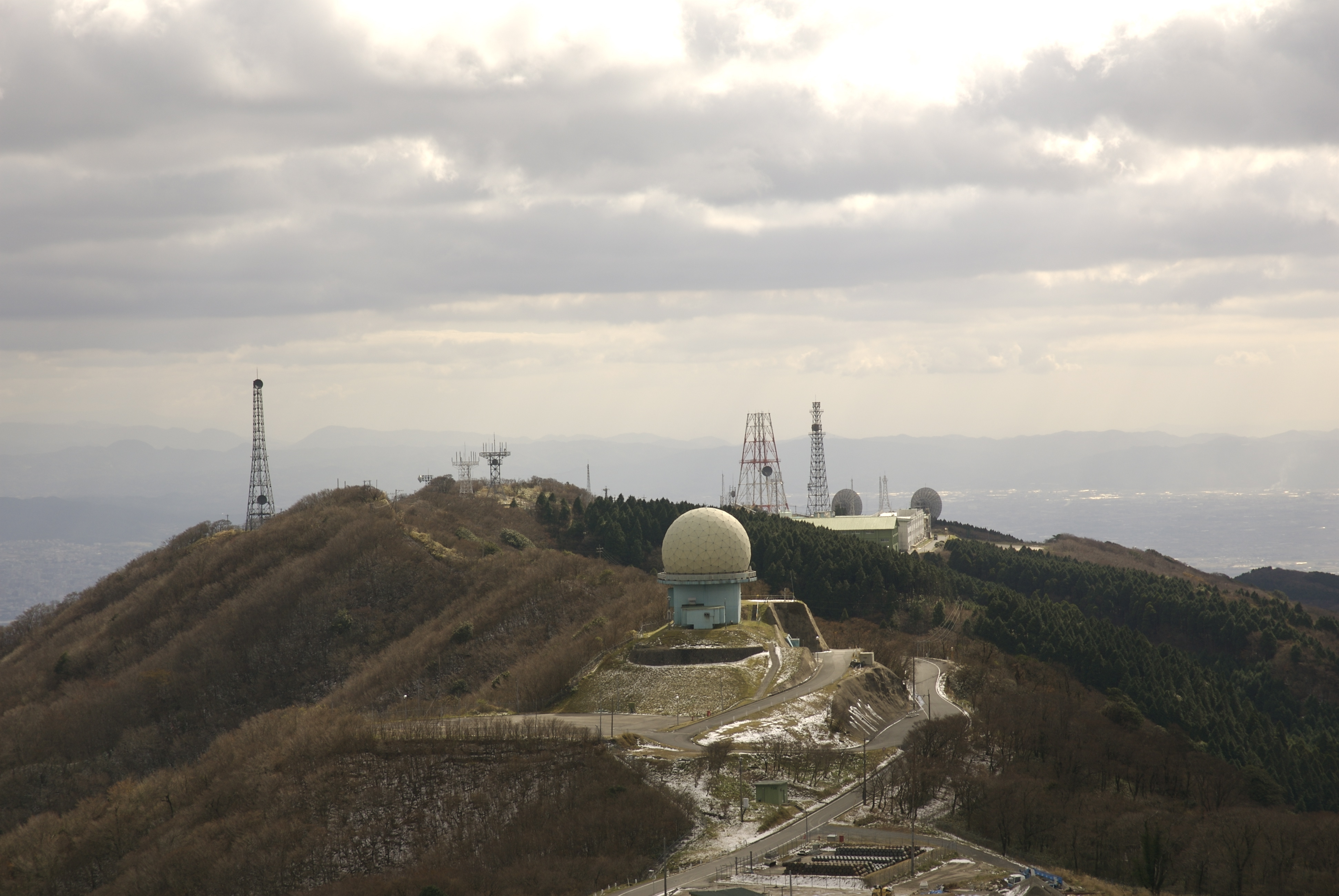
山頂から背振山分屯基地
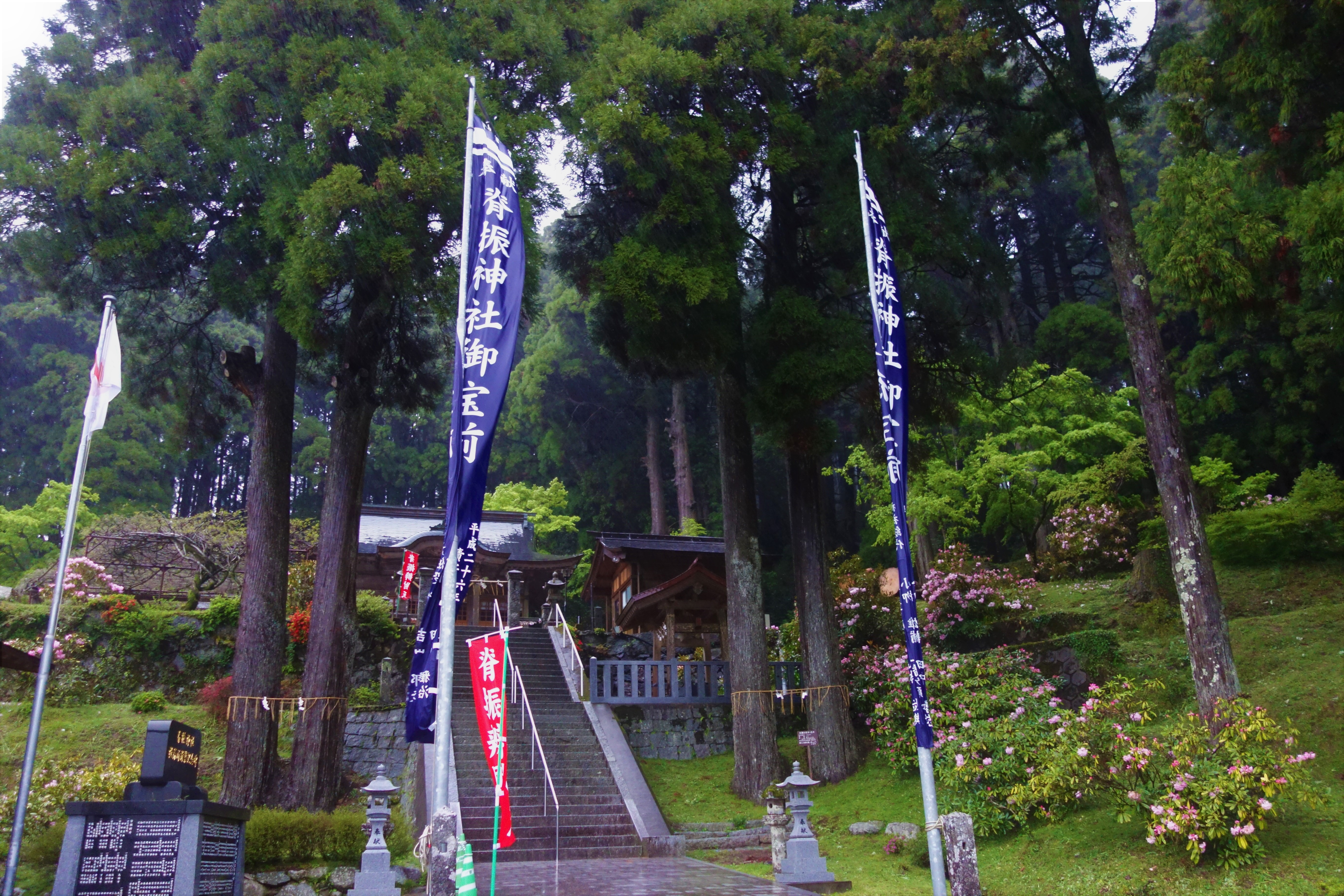
山麓にある脊振神社下宮
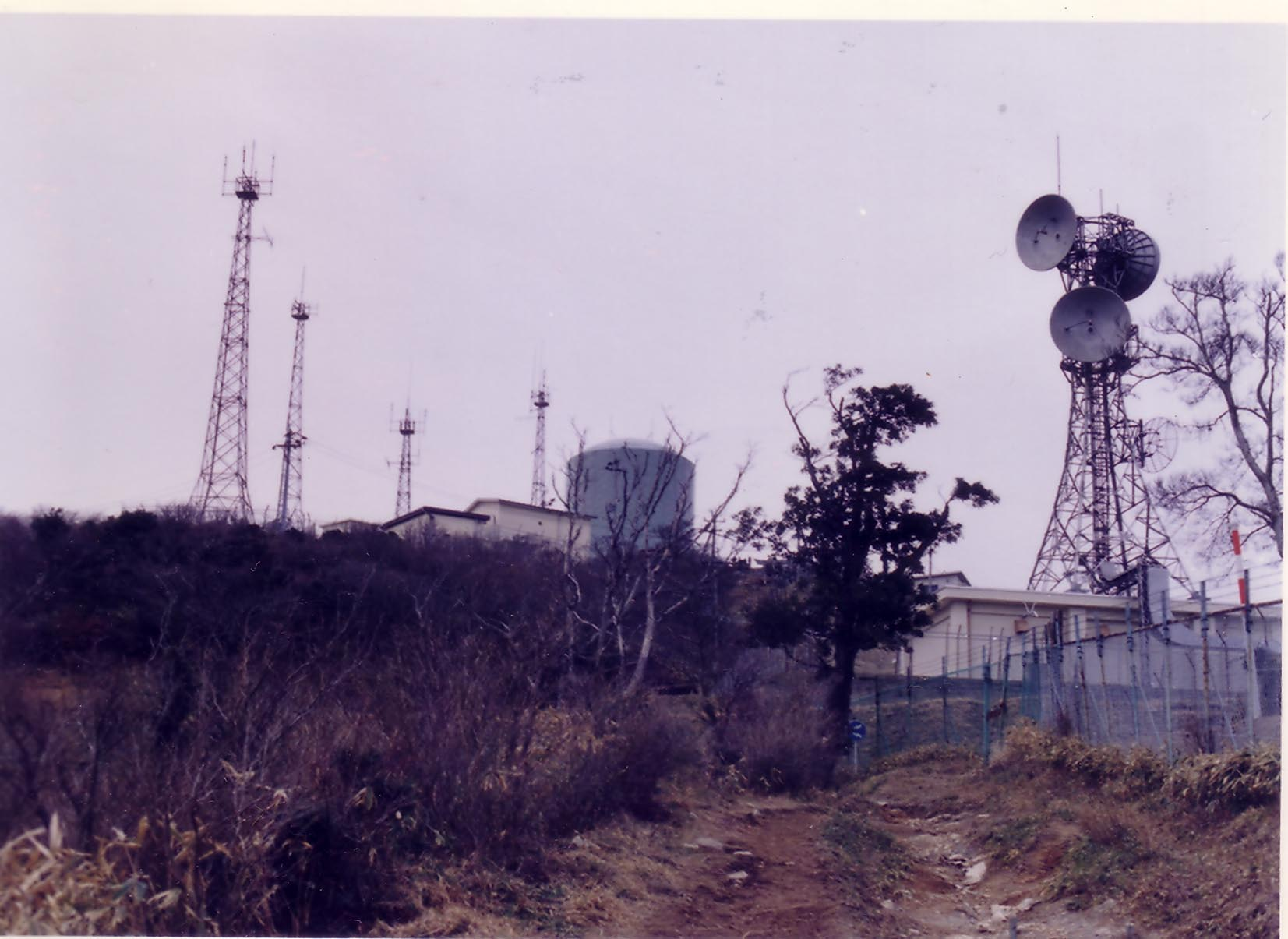
山頂（1985年3月撮影）
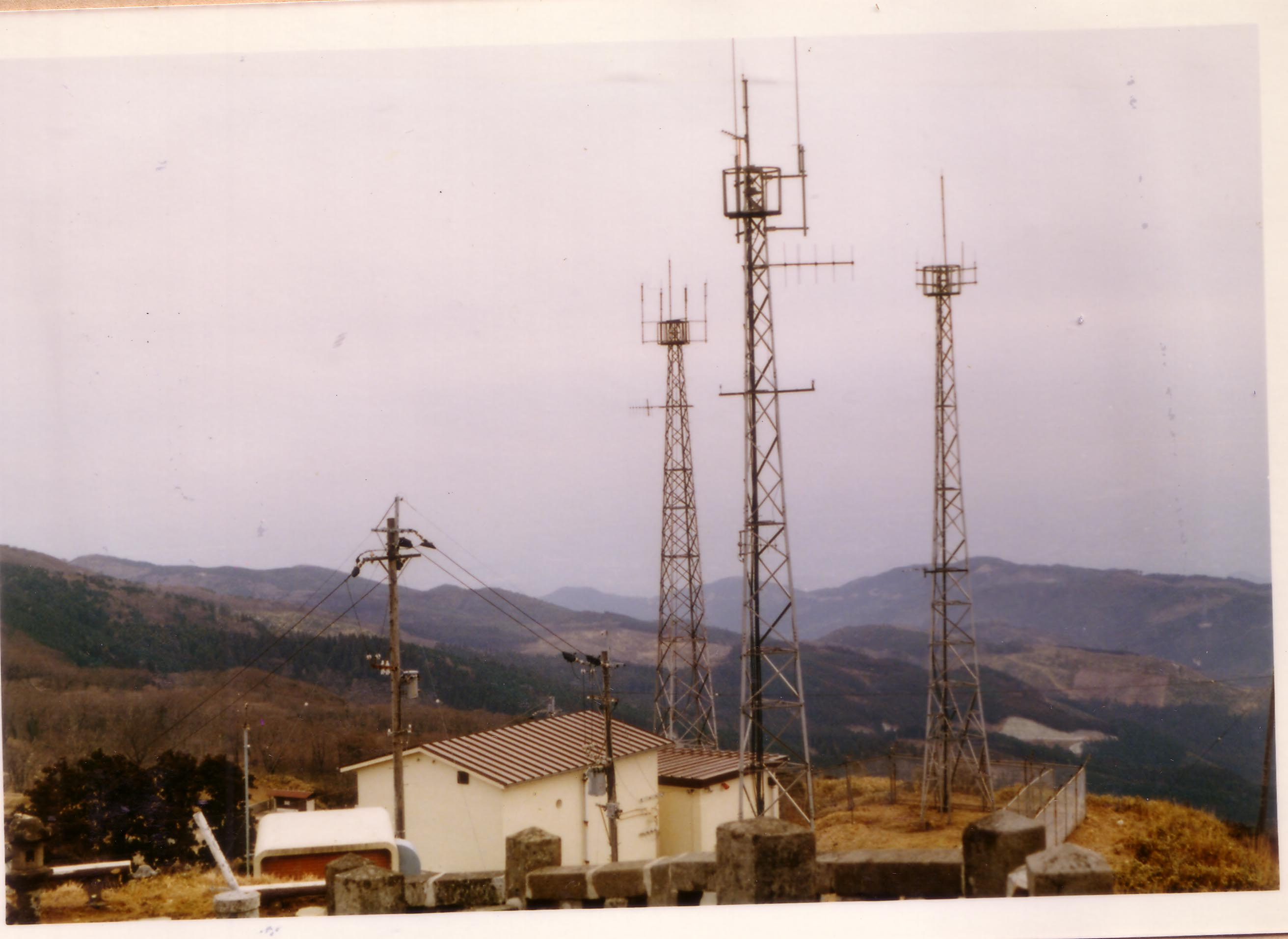
山頂（1985年3月撮影）
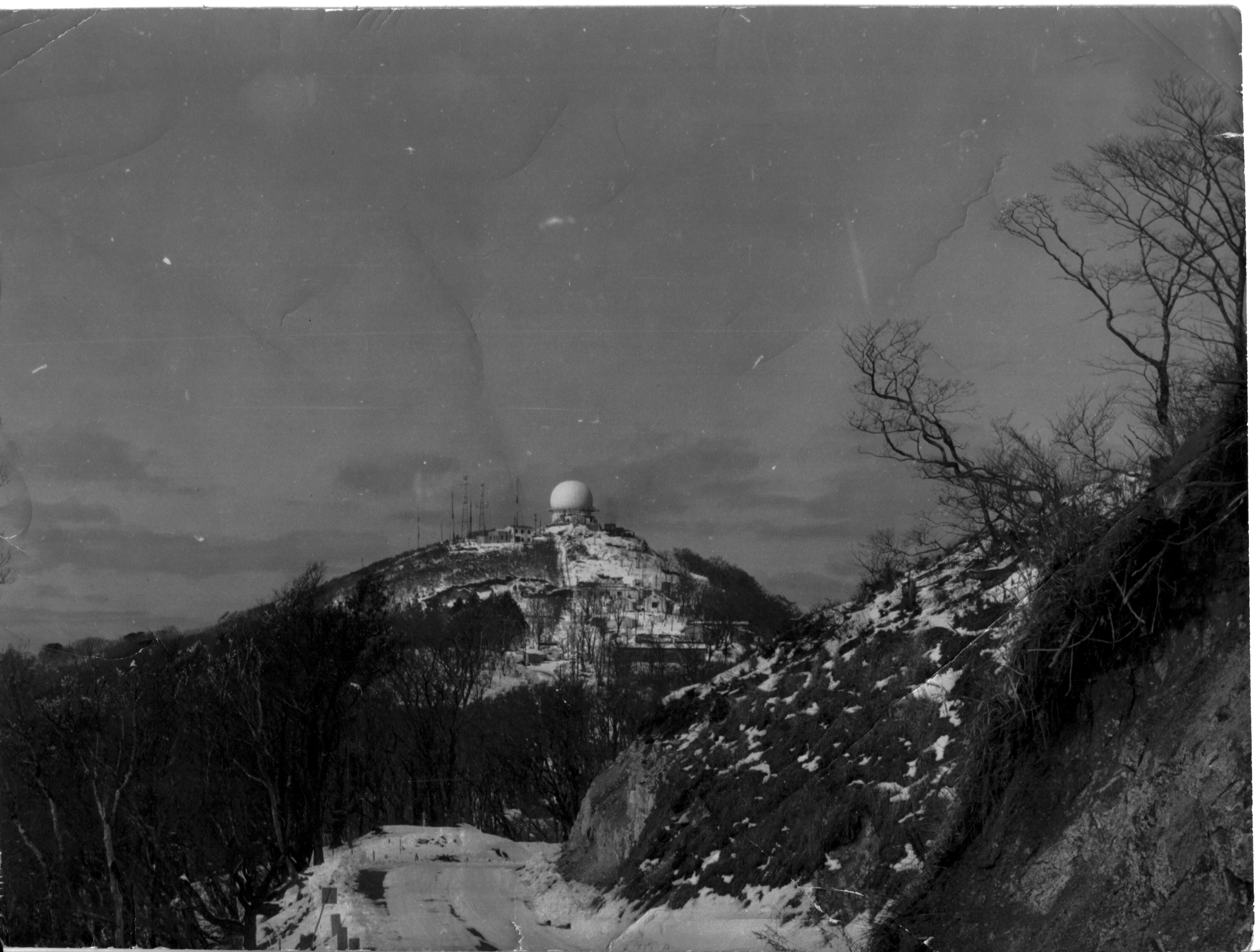
山頂（1955年撮影）
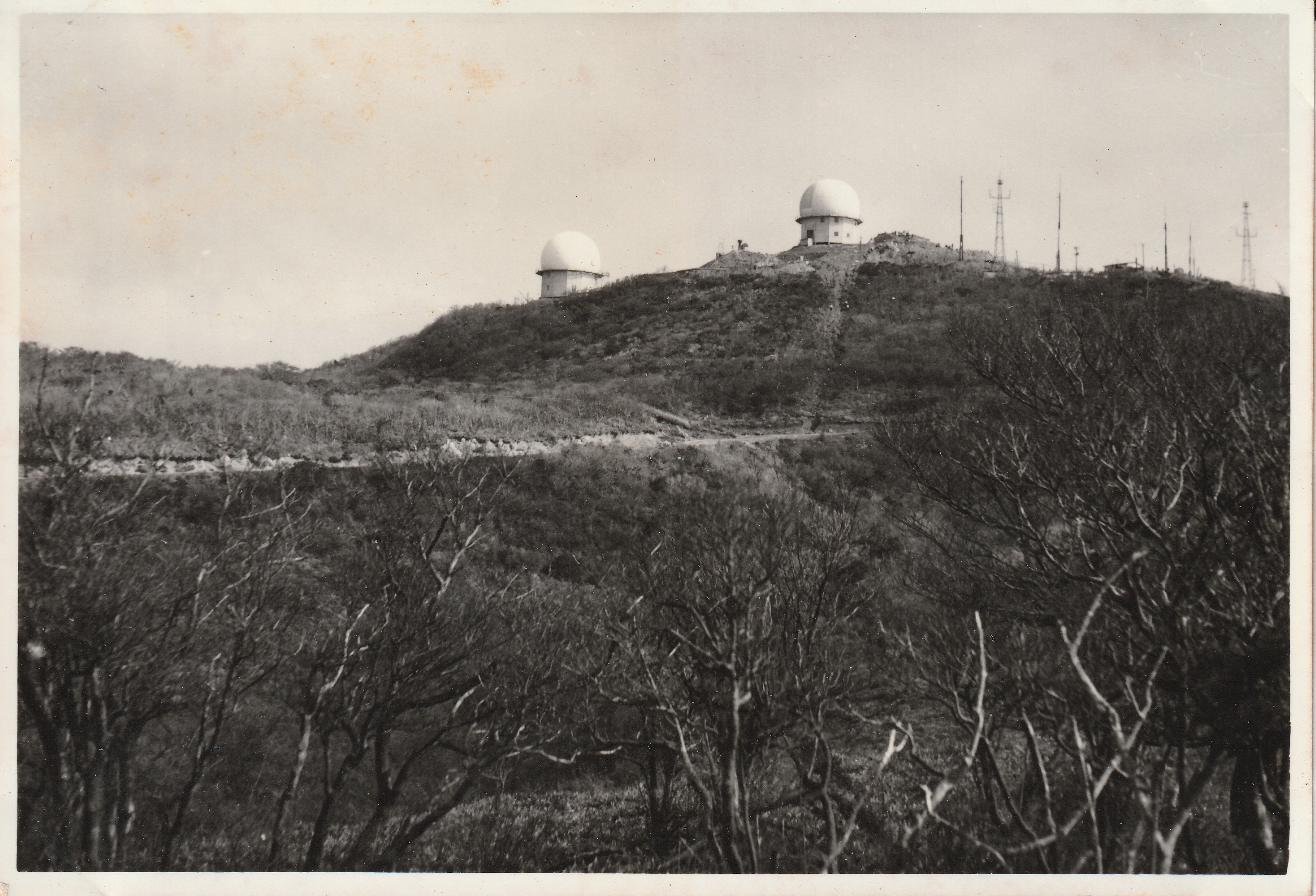
1959年11月22日、気象庁脊振山観測所方面からの遠望。